# All-Ireland Senior Football Championship 1907
L'All-Ireland Senior Football Championship 1907 fu l'edizione numero 21 del principale torneo di calcio gaelico irlandese. Dublino batté in finale Louth ottenendo il dodicesimo trionfo della sua storia.

## All-Ireland Series
La formula prevedeva una sorta di All-Ireland interno, tra le sole contee irlandesi. La squadra vincitrice avrebbe raggiunto Londra in una finale generale.

### Semifinali
| Limerick 10 maggio 1908 | Cork | 2-10 – 0-02 | Mayo |  |

| Dublino 15 marzo 1908 | Dublino | 1-05 – 0-02 | Monaghan | Jones' Road |

### Finali

#### Irlandese
| Cork 9 maggio 1909 | Dublino | 1-14 – 1-05 | Cork |  |

#### Generale
| Tipperary 5 luglio 1908 | Dublino | 1-10 – 0-04 | Cork | (5000 spett.) |